# Provincia de Illizi
Illizi (en árabe: ولاية اليزي) es una provincia (vilayato) del sudeste de Argelia. Su territorio ocupa una superficie de 198 433 km², cuya extensión puede ser comparada con la de Uruguay.

## Municipios con población de abril de 2008
- Bordj El Haouas 2,963
- Bordj Omar Driss 5,736
- Debdeb 4,341
- Djanet 14,655
- Illizi 17,252
- In Amenas 7,385

## Principales ciudades
La capital también se llama Illizi.

## División administrativa
La provincia se divide en dos dairas: el daira de In Aménas y el daira de Illizi. Más a fondo se divide en seis comunas.